# Панфиловка (приток Нёмды)
Панфиловка — река в России, протекает в Антроповском районе Костромской области. Устье реки находится в 130 км по левому берегу реки Нёмды. Длина реки составляет 13 км.
Река берёт начало у деревни Гридино в 15 км к юго-западу от посёлка Антропово. Река течёт на восток, затем на юго-восток, протекает деревни Ивашево и Симагино.

## Данные водного реестра
По данным государственного водного реестра России относится к Верхневолжскому бассейновому округу, водохозяйственный участок реки — Волга от города Кострома до Горьковского гидроузла (Горьковское водохранилище), без реки Унжа, речной подбассейн реки — Волга ниже Рыбинского водохранилища до впадения Оки. Речной бассейн реки — (Верхняя) Волга до Куйбышевского водохранилища (без бассейна Оки).
По данным геоинформационной системы водохозяйственного районирования территории РФ, подготовленной Федеральным агентством водных ресурсов:
- Код водного объекта в государственном водном реестре — 08010300412110000013988
- Код по гидрологической изученности (ГИ) — 110001398
- Код бассейна — 08.01.03.004
- Номер тома по ГИ — 10
- Выпуск по ГИ — 0